# Charles-Gérard Eyschen
Pour les articles homonymes, voir Eyschen.
Charles-Gérard Eyschen, né le 2 juin 1800 à Baschleiden (France, département des Forêts, aujourd'hui Luxembourg) et mort le 28 septembre 1859 à Luxembourg (Luxembourg), est un juge, magistrat et homme politique luxembourgeois.
De tendance orangiste, Charles-Gérard Eyschen sert au sein du gouvernement dirigé par Charles-Mathias Simons en tant que directeur général de la Justice.

## Biographie
Né à Baschleiden en 1800, il devient avocat. En 1826, il obtient son doctorat en droit à l'université de Liège et en 1829, il obtient un doctorat en philosophie, également à Liège. Il devient juge au tribunal de première instance de Diekirch, mais démissionne l'année suivante, lorsqu'il s'installe à Luxembourg. Il revient à la magistrature en 1832, devenant juge au tribunal de première instance de Luxembourg, puis président du tribunal d'arrondissement de Diekirch en 1840, avant d'occuper la même fonction (mais plus prestigieuse) à Luxembourg en 1842. Il est nommé conseiller à la Cour supérieure de justice en 1843.
Il ne parvient pas à être élu à l'Assemblée constituante chargée de rédiger la première Constitution du Grand-Duché en 1848, mais il est ensuite élu à la Chambre des députés représentant le canton d'Echternach de 1848 à 1854 et le canton de Clervaux de 1854. Il fait son entrée au gouvernement en tant que directeur général de la Justice dans le gouvernement dirigé par Charles-Mathias Simons et joue un rôle déterminant dans le « coup d'État de 1856 », au cours duquel le roi grand-duc étend considérablement son pouvoir et crée le Conseil d'État. L'année suivante, il quitte le gouvernement pour redevenir juge.
Il meurt deux ans plus tard, après une longue maladie. Il épouse en 1832 Marie-Christine Wurth (1804-1846), qui a eu cinq enfants. Deux de ces enfants sont morts en bas âge, mais l'un d'eux, Paul Eyschen, est Président du gouvernement pendant vingt-sept ans. Il se remarie en 1850 avec la cousine de sa première femme, Jeanne-Françoise Wurth (1809-1883).